# Katja Franzen
Katja Franzen (Kempen, 12 januari 1990) is een Duits langebaanschaatsster. Naast haar sportcarrière is Franzen werkzaam als vertaalster. 

## Biografie
Ze is sinds 2004 lid van het Kader van de Duitse Schaatsbond (DESG). Sinds haar achtste (1998) is ze lid van "Eisschnelllauf Club Grefrath 1992 e.V." Op haar dertiende reed ze voor het eerst het Duitse Kampioenschap. Twee jaar later was haar grote doorbraak met meerdere Duitse juniorenrecords bij de Duitse Juniorenkampioenschappen. Datzelfde jaar reed ze in Calgary het jaren oude juniorenrecord van Angela Stahnke uit de boeken. De tijd 40,44 was een Duits B- en C-juniorenrecord.
Sinds het seizoen 2006/2007 is ze opgenomen in het National Kader en heeft zich toegespitst op het rijden van sprintafstanden. Franzen wordt getraind door de Nederlander Marc Otter (trainer van o.a. ook de Belg Bart Swings). Op de Duitse kampioenschappen afstanden in 2008 kwam ze op drie afstanden uit, waarbij ze op de 100 en 500 meter in de top tien reed. In 2009 reed ze alleen op de 500 meter in de top tien.
In november 2008 werd voor de eerste keer een wereldbeker voor junioren gehouden in het Zuid-Duitse Inzell. Daar zorgde Franzen voor de allereerste zege op een WB voor junioren door de 500 meter te winnen. In het eindklassement werd ze op deze afstand vierde. Op het WK junioren dat jaar waren voor het eerst afstandstitels te winnen op de individuele afstanden; ze kwam alleen op de 500 meter aan de start en behaalde een zesde plaats.
In seizoen 2019/2020 debuteerde ze bij het WK Sprint in Hamar met een 23e plaats. Voor seizoen 2025/2026 maakte ze de overstap naar Pro Team Calgary onder leiding van Bart Schouten.

## Persoonlijke records
| Afstand    | Tijd    | Datum           | Baan       |
| ---------- | ------- | --------------- | ---------- |
| 500 meter  | 38,76   | 30 januari 2021 | Heerenveen |
| 1000 meter | 1.17,30 | 16 januari 2021 | Heerenveen |
| 1500 meter | 2.06,95 | 12 maart 2008   | Calgary    |
| 3000 meter | 4.40,91 | 24 maart 2013   | Heerenveen |

## Resultaten
| Jaar | EK Sprint                        | WK Sprint                | WK Afstanden       | WK Junioren |
| ---- | -------------------------------- | ------------------------ | ------------------ | ----------- |
| 2009 |                                  |                          |                    | 6e 500m     |
|      |                                  |                          |                    |             |
| 2020 |                                  | 23e (26e, 23e, 21e, 22e) |                    |             |
| 2021 | 10e (11e, 9e, 11e, 10e)          |                          | 16e 500m 19e 1000m |             |
| 2022 | 12e 500m 12e 1000m 4e teamsprint |                          |                    |             |
| 2023 |                                  |                          | 7e teamsprint      |             |

NF1= niet gefinisht op de 1e 500 meter